# Овочеві історії
«VeggieTales» — серія дитячих анімаційних мультфільмів, в яких антропоморфні овочі розповідають захоплюючі історії, оснаванні на християнстві. Епізоди часто розповідають Біблійні історії, і включають гумористичні посилання на поп-культуру. Мультсеріал розроблений «Big Idea Entertainment» і належить «DreamWorks Animation» через свою дочірню компанію, «Classic Media».

## Історія створення
«VeggieTales» був створений Філом Вішером і Майком Навроцьким, які також озвучували головних героїв, Томата Боба й Огрігка Ларрі.
Мультсеріал спочатку випущений у форматі відео, серія яких дебютувала 21 грудня 1993 року.
У квітні 2003 року суд присяжних у Техасі вирішив, що «Big Idea» повинна виплатити «HIT Entertainment» 11 мільйонів доларів — це рішення було скасовано апеляцією 2005 року. 2004 року Вішер втратив контроль над VeggieTales через проблеми банкрутства.
З 9 вересня 2006 по 7 серпня 2009 «VeggieTales» транслювалися на «NBC» в рамках блоку програм для дітей «Qubo» щосуботи вранці.
2009 року на замовлення «Netflix» було виготовлено відео (оригінального формату і довжини) і художні фільми.
3 листопада 2012 трансляція шоу розпочалась працює на «Trinity Broadcasting Network» (TBN), а також його дитячий мережі «Smile».
14 березня 2014 року «Netflix» оголосив про запуск нового телешоу формату «VeggieTales» від «DreamWorks Animation» для телебачення. Шоу отримало назву — «VeggieTales in the House». «Big Idea Entertainment» також опублікував книги і музичні компакт-диски і фірмові елементи, такі як іграшки, одяг і насіння садових для овочів і квітів.
17 травня 2022 року дебютував подкаст за мотивами серіалу під назвою «Very Veggie Silly Stories» з новими акторами, які замінили Вішера та Навроцького.

## Музика та аудіо компакт-дисків
1. VeggieTunes 1
2. VeggieTunes 2
3. Larry-Boy Soundtrack
4. VeggieTunes 3: A Queen, a King, and a Very Blue Berry
5. Silly Songs with Larry
6. Jonah: A VeggieTales Movie Soundtrack
7. A Very Veggie Christmas
8. The Incredible Singing Christmas Tree
9. VeggieTunes 4

## Відео ігри

### Macintosh/PC
1. Veggie Tales Super Silly Fun! (?, 2005)[9]
2. Veggie Carnival (November 20, 2001)[10]
3. Jonah: A VeggieTales Game (August 27, 2002)[11]
4. Veggie Tales Creativity City (March 19, 2002)[12]
5. The Mystery of Veggie Island (May 21, 2002)[13]
6. Minnesota Cuke and the Coconut Apes (May 20, 2003)[14]

### PlayStation 2іGame Boy Advance
1. LarryBoy and the Bad Apple (August 1, 2006)[15]

### iOS
1. «Step-by-Story presents: The Goofy Gift» (December 28, 2011)[16]
2. «VeggieTales Spotisodes Collection» (February 7, 2012)[17]
3. «Step-by-Story presents: Larry's Missing Music» (March 19, 2012)[18]

### Android
1. «Step-by-Story presents: The Goofy Gift» (December 28, 2011)
2. «VeggieTales Spotisodes Collection» (February 7, 2012)
3. «Step-by-Story presents: Larry's Missing Music» (March 19, 2012)